# Rai News
Rai News è una struttura della Rai Radiotelevisione Italiana dedicata alla produzione di servizi informativi, nata nel 2013 e basata presso la palazzina F del Centro di Produzione Rai di Saxa Rubra a Roma.
La struttura gestisce il canale all-news della televisione pubblica (Rai News 24), il portale web Rainews.it e il servizio teletext Televideo. Dal 20 marzo 2025 la direzione è affidata a Federico Zurzolo. 
Per i primi mesi del 2021 era previsto il debutto di Rai24, un nuovo portale con 24 pagine d'informazione in italiano e in altre lingue, ma poi questo annuncio non ha avuto seguito ed è stato rinnovato il portale già esistente, che dal 27 dicembre 2021 ha inglobato anche i siti web dei telegiornali generalisti dell'azienda pubblica.

## Direttori
| Nome               | Periodo   |
| ------------------ | --------- |
| Monica Maggioni    | 2013-2015 |
| Mirella Marzoli    | 2015      |
| Giancarlo Giojelli | 2015-2016 |
| Antonio Di Bella   | 2016-2020 |
| Andrea Vianello    | 2020-2021 |
| Paolo Petrecca     | 2021-2025 |
| Federico Zurzolo   | dal 2025  |